# Osmia sogdiana
Osmia sogdiana är en biart som beskrevs av Morawitz 1875. Osmia sogdiana ingår i släktet murarbin, och familjen buksamlarbin. Inga underarter finns listade i Catalogue of Life.